# NGC 513
NGC 513 је спирална галаксија у сазвежђу Андромеда која се налази на NGC листи објеката дубоког неба.
Деклинација објекта је + 33° 47' 56" а ректасцензија 1h 24m 26,9s. Привидна величина (магнитуда) објекта NGC 513 износи 12,9 а фотографска магнитуда 13,6. NGC 513 је још познат и под ознакама UGC 953, MCG 6-4-16, CGCG 521-20, ARAK 41, IRAS 01216+3332, PGC 5174.